# Jon Pérez Bolo
(Bilbao, Vizcaya, 5 de marzo de 1974), conocido como Jon Pérez Bolo o simplemente Bolo, es un exfutbolista y entrenador español que jugaba en la demarcación de delantero. Actualmente está libre tras dejar el Burgos CF de la Segunda División de España.
Formado en el Athletic Club, destacó como delantero en el Rayo Vallecano.Fue el máximo goleador de la Copa de la UEFA 2000-01, junto a Dimitar Berbatov, con siete goles (incluyendo la ronda previa).
Actualmente entrena al Burgos CF.

## Trayectoria

### Como futbolista

#### Inicios
Se formó como futbolista en las categorías inferiores del Athletic Club. En enero de 1993 debutó con el Bilbao Athletic y, el 20 de febrero de 1994, debutó con el Athletic Club. En marzo de 1997 fue cedido al CA Osasuna, tras no haber logrado la continuidad deseada en el equipo bilbaíno. En la temporada 1997-98 jugó para el Hércules de Segunda División, en la que marcó seis tantos.En la campaña 1998-99 regresó al Athletic Club, pero se marchó tras su poca participación en enero de 1999

#### Rayo Vallecano
En enero de 1999 llegó al Rayo Vallecano de Segunda División, donde vivió sus mejores años como profesional. Pocos meses después, logró el ascenso a Primera División. En mayo de 2000, fue el autor de los dos goles de la victoria del Rayo (0-2), en el Camp Nou, ante el FC Barcelona.Un año después disputó la Copa de la UEFA 2000-01, competición de la que fue máximo goleador con siete goles (cinco goles fueron en la ronda previa).
En 2002 estuvo a punto de regresar al Athletic Club tras la "marcha" de Ismael Urzaiz, aunque finalmente el navarro se quedó en el club rojiblanco. Permaneció en el Rayo Vallecano hasta el año 2004, cuando sufrió el descenso a Segunda B, habiendo logrado más de cincuenta goles en más de 220 partidos.

#### Últimos años
Entre 2004 y 2006 jugó en el Gimnástic de Tarragona, donde anotó una decena de goles y logró un ascenso a Primera División en 2006.En 2006 firmó por el CD Numancia, donde pasó dos temporadas más.Se retiró en las filas del Barakaldo CF tras lograr siete tantos en la temporada 2008-09.

#### Selección de Euskadi
Jugó cinco partidos amistosos con la selección autonómica de Euskadi anotando cuatro goles.

### Como director deportivo
Dirigió la secretaría técnica del Barakaldo Club de Fútbol desde 2009 hasta marzo de 2011.

### Como entrenador

#### Arenas Club
En 2014 se convirtió en entrenador del Arenas Club logrando el ascenso a Segunda División B en 2015.En 2018 se marchó del club vizcaíno.

#### S.D. Ponferradina
El 31 de mayo de 2018 fichó como nuevo entrenador de la S.D. Ponferradina. El 29 de junio logró el ascenso a Segunda División tras superar en la última eliminatoria al Hércules de Alicante por un global de 4-1.
Tras la temporada 2021-22 se despide de Ponferrada después de cuatro años de éxitos en el club berciano, convirtiéndose en el tercer entrenador que más partidos ha dirigido a la S.D. Ponferradina.

#### Real Oviedo
El 15 de junio de 2022, firma por el Real Oviedo de la Segunda División de España.El 16 de octubre de 2022, fue cesado en sus funciones debido a los malos resultados cosechados, dejando al equipo carbayón 19º clasificado con 10 puntos en 11 jornadas.

#### Burgos Club de Fútbol
El 31 de mayo de 2023, firma por el Burgos Club de Fútbol de la Segunda División de España.

## Clubes

### Como jugador
| Club            | País   | Año       | Categoría          | Part. | Gol. |
| --------------- | ------ | --------- | ------------------ | ----- | ---- |
| Bilbao Athletic | España | 1992-1993 | Segunda División   | 1     | 0    |
| Bilbao Athletic | España | 1993-1994 | Segunda División   | 22    | 7    |
| Athletic Club   | España | 1993-1994 | Primera División   | 1     | 0    |
| Bilbao Athletic | España | 1994-1995 | Segunda División   | 37    | 10   |
| Bilbao Athletic | España | 1995-1996 | Segunda División   | 14    | 4    |
| Athletic Club   | España | 1995-1996 | Primera División   | 20    | 3    |
| Athletic Club   | España | 1996      | Primera División   | 19    | 1    |
| C.A. Osasuna    | España | 1997      | Segunda División   | 7     | 0    |
| Hércules C.F.   | España | 1997-1998 | Segunda División   | 26    | 6    |
| Athletic Club   | España | 1998      | Primera División   | 1     | 0    |
| Rayo Vallecano  | España | 1999      | Segunda División   | 24    | 9    |
| Rayo Vallecano  | España | 1999-2000 | Primera División   | 32    | 10   |
| Rayo Vallecano  | España | 2000-2001 | Primera División   | 37    | 8    |
| Rayo Vallecano  | España | 2001-2002 | Primera División   | 27    | 3    |
| Rayo Vallecano  | España | 2002-2003 | Primera División   | 31    | 4    |
| Rayo Vallecano  | España | 2003-2004 | Segunda División   | 41    | 9    |
| Nástic          | España | 2004-2005 | Segunda División   | 41    | 7    |
| Nástic          | España | 2005-2006 | Segunda División   | 38    | 3    |
| C.D. Numancia   | España | 2006-2007 | Segunda División   | 37    | 10   |
| C.D. Numancia   | España | 2007-2008 | Segunda División   | 23    | 1    |
| Barakaldo C.F.  | España | 2008-2009 | Segunda División B | 36    | 7    |

### Como entrenador
| Club              | País   | Año       | Categoría                  | P   | PG | PE | PP | % v.  |
| ----------------- | ------ | --------- | -------------------------- | --- | -- | -- | -- | ----- |
| Arenas Club       | España | 2014-2015 | Tercera División           |     |    |    |    |       |
| Arenas Club       | España | 2015-2016 | Segunda División B         | 115 | 38 | 44 | 33 | 33.04 |
| Arenas Club       | España | 2016-2017 | Segunda División B         | 115 | 38 | 44 | 33 | 33.04 |
| Arenas Club       | España | 2017-2018 | Segunda División B         | 115 | 38 | 44 | 33 | 33.04 |
| S.D. Ponferradina | España | 2018-2019 | Segunda División B         | 44  | 24 | 12 | 8  | 40    |
| S.D. Ponferradina | España | 2019-2020 | Segunda División de España | 42  | 12 | 15 | 15 | 40    |
| S.D. Ponferradina | España | 2020-2021 | Segunda División de España | 42  | 15 | 12 | 15 | 40    |
| S.D. Ponferradina | España | 2021-2022 | Segunda División de España | 42  | 17 | 12 | 13 | 40    |
| Real Oviedo       | España | 2022      | Segunda División de España | 10  | 2  | 4  | 4  | 20    |